# Edgbaston Cup 1986
Edgbaston Cup 1986 — жіночий тенісний турнір, що проходив на відкритих трав'яних кортах. Належав до Світової чемпіонської серії Вірджинії Слімз 1986. Відбувся вп'яте, і востаннє під назвою "Edgbaston Cup", а потім став називатися "The Dow Chemical Classic". Відбувся в Edgbaston Priory Club у Бірмінгемі (Англія) з 9 до 15 червня 1986 року. Перша сіяна Пем Шрайвер здобула титул в одиночному розряді, третій підряд на цьому турнірі.

## Учасниці
| \| Спортсменка \| Країна \| Сіяна \| \| ---------------- \| ------ \| ----- \| \| Пем Шрайвер \| \| 1 \| \| Мануела Малеєва \| \| 2 \| \| Венді Тернбулл \| \| 3 \| \| Кеті Джордан \| \| 4 \| \| Джо Дьюрі \| \| 5 \| \| Енн Вайт \| \| 6 \| \| Робін Вайт \| \| 7 \| \| Кейт Гомперт \| \| 8 \| \| Еліз Берджін \| \| 9 \| \| Алісія Молтон \| \| 10 \| \| Розалін Феербенк \| \| 11 \| \| Сьюзен Маскарін \| \| 12 \| \| Деббі Спенс \| \| 13 \| \| Сільвія Ганіка \| \| 14 \| | Нижче наведено гравчинь, які пробились в основну сітку через стадію кваліфікації: - Дженні Бірн - Сенді Коллінз - Клаудія Монтейру - Елна Рейнах - Джулі Салмон - Кім Сендс - Діанне Ван Ренсбург - Масако Янагі |       |
| Спортсменка | Країна | Сіяна |
| Пем Шрайвер | США | 1     |
| Мануела Малеєва | Болгарія | 2     |
| Венді Тернбулл | Австралія | 3     |
| Кеті Джордан | США | 4     |
| Джо Дьюрі | Велика Британія | 5     |
| Енн Вайт | США | 6     |
| Робін Вайт | США | 7     |
| Кейт Гомперт | США | 8     |
| Еліз Берджін | США | 9     |
| Алісія Молтон | США | 10    |
| Розалін Феербенк | ПАР | 11    |
| Сьюзен Маскарін | США | 12    |
| Деббі Спенс | США | 13    |
| Сільвія Ганіка | Західна Німеччина | 14    |

## Фінальна частина

### Одиночний розряд
Пем Шрайвер —  Мануела Малеєва 6–2, 7–6(7–0)
- Для Шрайвер це був перший титул за сезон і 12-й — за кар'єру.

### Парний розряд
Еліз Берджін /  Розалін Феербенк —  Елізабет Смайлі /  Венді Тернбулл 6–2, 6–4
- Для Берджін це був другий титул у парному розряді за сезон і 4-й — за кар'єру. Для Феербенк це був перший титул у парному розряді за сезон і 12-й — за кар'єру.